# Ferrera (Gryzonia)
Ferrera (rm. Farera) – miejscowość i gmina w Szwajcarii, w kantonie Gryzonia, w regionie Viamala. Leży nad jeziorem Lago di Lei. Powstała 1 stycznia 2008 z połączenia gminy Ausserferrera i Innerferrera.

## Demografia
W Ferrerze mieszkają 73 osoby. W 2020 roku 12,7% populacji gminy stanowiły osoby urodzone poza Szwajcarią. 